# Миронов, Александр Михайлович
Александр Михайлович Миронов (род. 2 июля 1953 года, с. Кокорино, Иволгинский район, Бурят-Монгольская АССР, СССР) — советский и российский скульптор, народный художник Республики Калмыкия (1998), академик Российской академии художеств (2009).

## Биография
Родился 2 июля 1953 года в с. Кокорино Иволгинского района Бурятской АССР, живёт и работает в Улан-Удэ.
В 1988 году — окончил Ленинградское высшее художественно-промышленное училище имени В. И. Мухиной.
С 1991 года — член Союза художников СССР.
С 2002 года — член Творческого союза художников России.
С 2005 года — член правления Творческого Союза художников России.
В 2007 году — избран членом-корреспондентом, в 2011 году — академиком Российской Академии художеств.
Автор памятника советскому государственному и партийному деятелю, первому секретарю Бурятского обкома КПСС (1962—1984) А. У. Модогоеву (1915—1989).

## Награды
- Заслуженный художник Российской Федерации (2007)[1]
- Заслуженный художник Республики Бурятия (1998)
- Народный художник Республики Калмыкия (1998)